# Alessandro Torlonia
 Alessandro Raffaele Torlonia, född 1 januari 1800 i Rom i Kyrkostaten, död 7 februari 1886 i Rom i Italien, var en italiensk bankir och jordägare. Han var sonson till fransmannen Marino Torlonia (ursprungligen Marin Torlonias) (1725–1785) och son till bankiren Giovanni Torlonia (1754–1829) och Anna Maria Schulteiss, som kom från en köpmannafamilj i Donaueschingen i Baden.
Alessandro Torlonia och hans syskon fick en aristokratisk utbildning i den nyadlade familjen och han gjorde lärande utlandsvistelser. Fadern gjorde honom till titulär arvinge till sin bank och efter faderns död 1829 ärvde Alessandro Torlonia en stor förmögenhet. Han byggde 1832–1942 ut Villa Torlonia , som hade påbörjats av hans far 1806, och han ökade familjeförmögenheten, framför allt genom att anskaffa ett monopol för salt och tobak i Rom  och Neapel.
Han finansierade torrläggningen av sjön Fucino 1862–1873, vilket eliminerade en avgörande faktor för spridning av malaria. För detta lät Viktor Emanuel II prägla en särskild guldmedalj till Alessandro Torlonia och ge honom titeln "prins av Fucino".
Alessandro Tolonia gifte sig 1840 med prinsessan Teresa Colonna-Doria (1823–1875). Paret hade två barn: Anna Maria (1855–1901) och Giovanna Giacinta Carolina (1856–1875).

## Torloniasamlingen
- Huvudartiklar: Torloniasamlingen och Torloniamuseet

Alessandro Torlonia var storsamlare av grekiska och romerska antikviteter. Han finansierade bland annat ett flertal utgrävningar på sina ägor. Han öppnade också sitt privata museum, Torloniamuseet för begränsade besök.